# Ӕ̂
Ne doit pas être confondu avec la lettre latine Æ̂.
Ӕ̂ (minuscule : ӕ̂), appelée ié dans l’a accent circonflexe ou a yé accent circonflexe, est une lettre de l’alphabet cyrillique qui a été utilisée en ossète. Elle est composée de la lettre ié dans l’a avec un accent circonflexe.

## Utilisations
Le ӕ̂ a été utilisé en ossète par Anders Johan Sjögren au XIe siècle.

## Représentations informatiques
Le ié dans l’a accent circonflexe peut être représenté avec les caractères Unicode suivants (cyrillique, diacritiques) :
| formes    | représentations | chaînes de caractères | points de code | descriptions                                                    |
| --------- | --------------- | --------------------- | -------------- | --------------------------------------------------------------- |
| capitale  | Ӕ̂               | Ӕ◌̂                    | U+04D4 U+0302  | lettre majuscule cyrillique a ié diacritique accent circonflexe |
| minuscule | ӕ̂               | ӕ◌̂                    | U+04D5 U+0302  | lettre minuscule cyrillique a ié diacritique accent circonflexe |